# Dysdera iranica
Dysdera iranica (лат.) — вид аранеоморфных пауков из семейства Dysderidae.
Обнаружен в Иране. Название происходит от имени страны, где найдена типовая серия.

## Описание
Мелкий паук. Общая длина голотипа самца 7,32 мм. Карапакс 3,35 мм в длину и 2,63 в ширину (у самки — 8,20 мм, 3,03 мм и 2,45 мм, соответственно). Диаметры глаз: передние AME 0,15 мм, заднесрединные PME 0,15 мм, заднебоковые PLE 0,15 мм (у самки — 0,14; 0,13; 0,14). Карапакс, стернум, хелицеры, лабиум и максиллы красноватые. Ноги желтовато-оранжевые. Брюшко кремового цвета, без рисунка. Паутинные железы равномерно темно-желтоватые. Этот вид можно отличить от других близких видов своей группы маленьким, когтевидным задним апофизом (против широкого и округлого у других видов) и килевидным срединным гребнем (против округлого). Самка D. iranica наиболее похожа на самку D. tapuria, имея очень широкий рецептакл (то есть > 2× шире поперечной полосы), но отличается наличием треугольного расширения (Te) на переднем крае рецептакла (против отсутствия). Включён в состав видовой группы Dysdera aculeata, для которой характерен удлинённый и шестиугольный карапакс, псемболус длиннее тегулума, с передним (= срединным) гребнем и заострённой вершиной. Расстояние между задними боковыми и срединными глазами (PLE и PME) менее половины их диаметра.

## Распространение
Иран, провинции Фарс и Хормозган.